# Domenico Pino

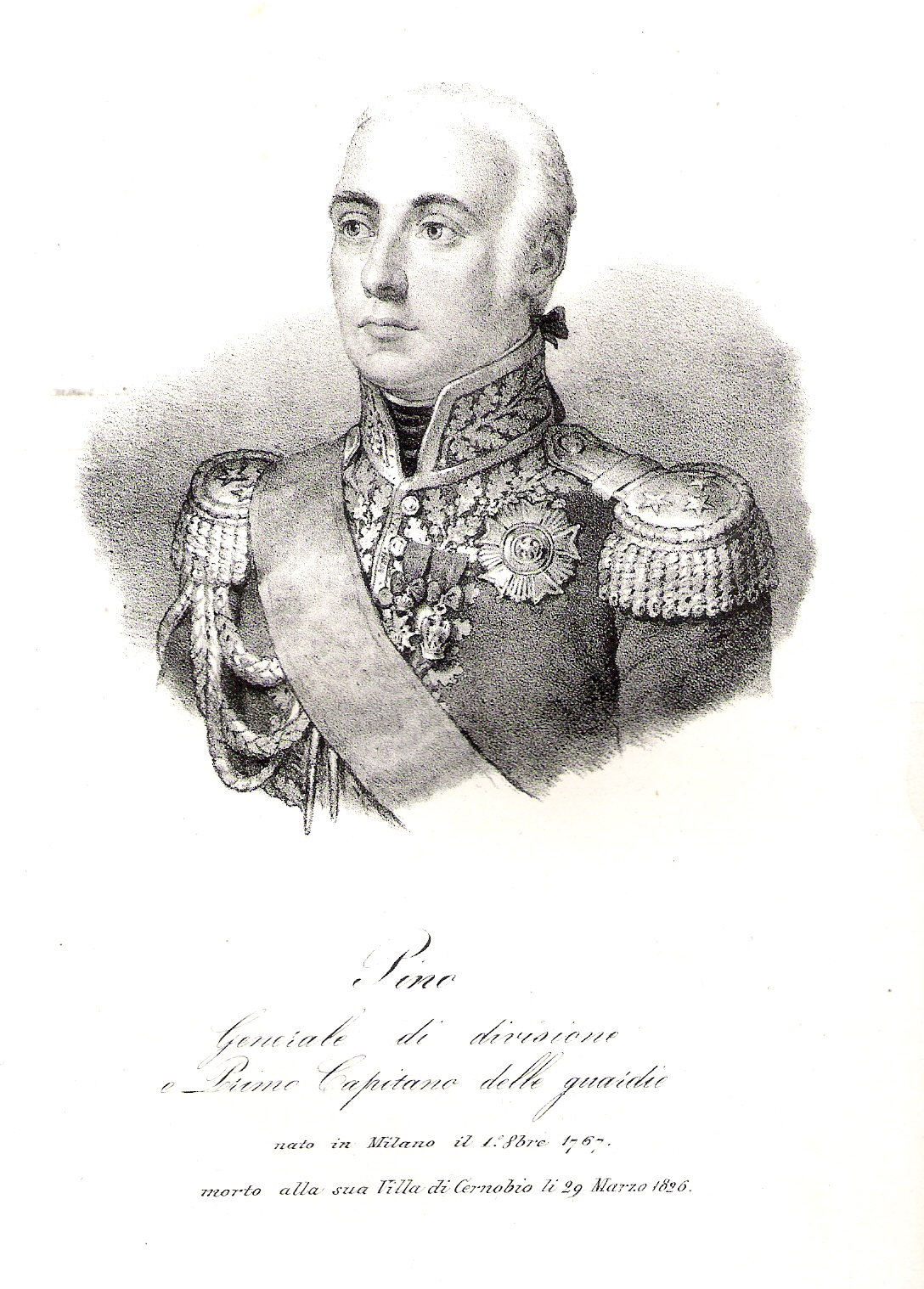
Domenico Pino

Domenico Pino (Milán, 8 de septiembre de 1760 – Como, 29 de marzo de 1826) fue un militar italiano que sirvió como general de división en la Grande Armée de Napoleón.
Nació en Milán, en el seno de una familia distinguida, y estudió en la ciudad de Como. Se enroló en el ejército del Ducado de Parma, donde llegó a capitán de caballería. En 1796, durante la Guerra de la Primera Coalición se unió a la Legión Lombarda, formada por Napoleón. Un mes después ya era coronel y un año más tarde general de brigada.
En enero de 1802, Napoleón rebautizó a la República Cisalpina como República de Italia y el general Pino fue nombrado ministro de la Guerra en 1804, y continuó siéndolo cuando se convirtió en el Reino de Italia. 9 Entre septiembre de 1808 y 1810, Pino fue destinado como cabeza de la Segunda División Italiana del VII cuerpo del ejército de España, comandado por Laurent Gouvion Saint-Cyr, entrando en la Guerra de Independencia española. El 6 de noviembre del 1808 su división junto con la de Reille iniciaron el asedio de Rosas. Una vez tomada la villa, durante su marcha hacia Barcelona, derrotaron al general Redding en la batalla de Llinás.
En 1809 la división italiana fue destinada a Vich. Poco después los italianos participaron en el asedio de Gerona. El general Pino fue el encargado de llevar ante Napoleón las banderas tomadas a los patriotas. En 1810, sus tropas, comandadas por uno de sus subordinados, el general de brigada Luigi Mazzuchelli, se encargaron de rodear la localidad de Hostalrich. Durante su estancia en España escribió sus impresiones sobre el país y la población. A las órdenes de Eugène de Beauharnais, participó con las tropas italianas en la campaña de Rusia de 1812. En la batalla de Maloyaroslavets comandó su división. Después de esta batalla, Napoleón decidió retirarse de Rusia. De los 27.000 italianos que empezaron, tan sólo volvieron 1.000.
En 1814, cuando el norte de Italia pasó a ser dominado por Austria, el emperador austriaco ofreció al general Pino el cargo de mariscal de campo, pero este lo rechazó. Se retiró a Cernobbio, cerca del lago de Como, donde murió en 1826.